# Peter R. Kann
Peter R. Kann (sinh năm 1942, ở Princeton, New Jersey) là một nhà báo, biên tập viên và doanh nhân Hoa Kỳ. Ông phụ trách mảng đề tài chiến tranh Việt Nam cho tờ báo The Wall Street Journal và cũng phụ trách các cuộc chiến tranh châu Á khác. Ông từng đoạt giải Pulitzer vào năm 1972 cho mảng đề tài về chiến tranh Ấn Độ-Pakistan ở Bangladesh. Năm 1976 ông trở thành biên tập viên và nhà xuất bản đầu tiên của tờ The Wall Street Journal Asia. Trở lại Mỹ vào năm 1976. Tên ông được đặt cho nhà xuất bản của Tạp chí The Wall Street Journal vào năm 1988. Từ năm 1992 đến 2006, ông là Giám đốc điều hành và chủ tịch hội đồng quản trị công ty Dow Jones & Company. Về sau kết hôn với Karen Elliott House có bốn người con là Hillary, Petra, Jason và Jade. Nguyên ủy viên quản trị của Viện Cao học Hoa Kỳ, ủy viên quản trị danh dự của Hiệp hội châu Á và giảng viên trợ giảng khoa Báo chí Trường Đại học Columbia. Ngoài ra, ông còn là thành viên kỳ cựu của Hội đồng Quan hệ đối ngoại Hoa Kỳ.